# Триады острова Британия
Триа́ды острова Британия (валл. Trioedd Ynys Prydain (иногда с использованием средневаллийской формы Trioedd Ynys Prydein)) — название цикла трёхстиший, где содержатся сведения о валлийской (и шире — британской) истории и традициях, знание которых было необходимо валлийским поэтам (бардам). Каждая триада имеет своё название и является перечислением трёх персонажей или событий из легендарной или реальной истории. Всего сохранилось 96 триад.